# صحة الأطفال (نظام رعاية صحية)
صحة الأطفال هو نظام رعاية صحي للأطفال في شمال تكساس ترتكز عليه مستشفيان، مركز دالاس للأطفال الطبي ومركز الأطفال الطبي بلانو، بالإضافة إلى سبعة مراكز متخصصة و19 عيادة للأطفال منتشرة في جميع أنحاء المنطقة. منظمة خاصة غير هادفة للربح، تقدم صحة الأطفال خدمات صحة للاطفال والرعاية للأطفال من الولادة حتى سن 21 عامًا، بما في ذلك الرعاية المتخصصة والرعاية الأولية والصحة المنزلية ومعهد أبحاث طب الأطفال وخدمات التوعية المجتمعية. وفقًا لمراجعة مستشفى بيكرز، تعد صحة الأطفال خامس أكبر مقدمي الرعاية صحية للأطفال في البلاد. وأيضًا مركز زراعة الكلى والكبد والقلب والأمعاء ونخاع العظام لدى الأطفال، وتتضمن مركزًا مخصصًا للصدمات من المستوى الأول.

## التاريخ
تعود أصول صحة الأطفال إلى صيف عام 1913، عندما نظمت مجموعة من الممرضات عيادة في الهواء الطلق، تسمى معسكر دالاس للأطفال، في حديقة مستشفى باركلاند القديم في دالاس. في عام 1930، نما مخيم دالاس للأطفال ليصبح مستشفى برادفورد للأطفال، والذي اندمج مع مستشفى الأطفال في تكساس وعيادة ريتشموند فريمان التذكارية في عام 1948 لتشكيل ما يعرف الآن باسم مركز الأطفال الطبي في دالاس. مركز طب الأطفال التابع لجامعة تكساس ساوثويسترن ميديكال سنتر عام 1964. في عام 2014، توسع المركز الطبي للأطفال ليشمل صحة الأطفال.

## مرافق

### مركز الأطفال الطبي في دالاس

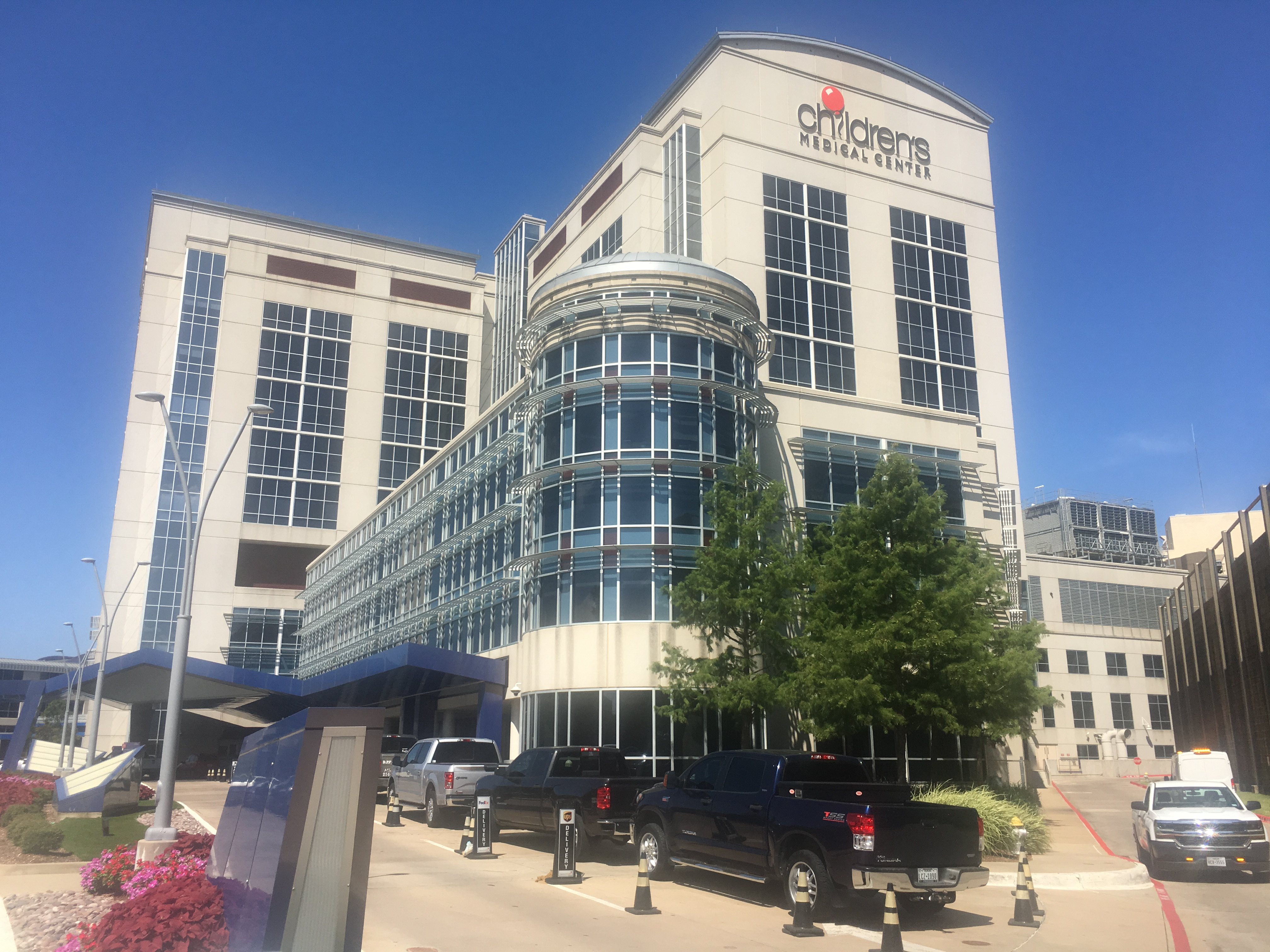
مركز الأطفال الطبي في دالاس

مركز الأطفال الطبي في دالاس هو المستشفى الأصلي لنظام صحة الأطفال، هو حرم مركز طبي أكاديمي يرتكز على مستشفى بسعة 490 سريرًا، ويضم 16 غرفة عمليات ويوفر الرعاية في أكثر من 60 تخصصًا.

### مركز بلانو الطبي للأطفال
تم إنشاء مركز بلانو الطبي للأطفال في عام 2008، وهو ثاني مستشفى مدرج في نظام صحة الأطفال. إنه حرم مركز طبي أكاديمي يقع بجوار مركز بلانو التخصصي لصحة الأطفال.. يقدم خدمات الطوارئ على مدار الساعة طوال أيام الأسبوع، وخدمات المختبر والصيدلة والتصوير.

### مجموعة صحة الأطفال للأطفال
يشمل مركز صحة الأطفال 19 مكتب رعاية أولية للأطفال منتشرة في جميع أنحاء شمال تكساس، وهي متخصصة في الرعاية الصحية لحديثي الولادة والرضع والأطفال حتى سن 18 عامًا. تشمل هذه المواقع بحيرة باشمان، المنطقة الطبية، مدينة ميل، كارولتون، سيلينا، إيست بلانو، جارلاند، ليك هايلاندز، ماكيني، ويست بلانو، سيدار هيل، كوكريل هيل، جريبفين، إيرفينغ، لانكستر كيست، أوك كليف، بليزانت جروف، سانت. فيليب، وبروسبير.

### مراكز صحة الأطفال المتخصصة
تقدم سبعة مراكز متخصصة في صحة الأطفال منتشرة في جميع أنحاء شمال تكساس رعاية التخصصات الفرعية وجراحة العيادات الخارجية والتصوير والطب الفيزيائي وإعادة التأهيل. تقع هذه المراكز في ساوث ليك، في مستشفى تكساس هيلث بريسبتريان في دالاس، بلانو، في مبنى باس، في دالاس عبر الشارع من مركز الأطفال الطبي في دالاس، في المسكيت، وفي روكوول.

## التفاعل الاجتماعي
تحالف الصحة والعافية للأطفال، الذي أنشأته منظمة صحة الأطفال، هو تحالف يضم أكثر من 60 مستشفى، ومنظمة خدمة اجتماعية، ومنظمات دينية، ومناطق تعليمية، وكيانات حكومية، وعائلات تركز على تحسين صحة الأطفال ورفاهيتهم. في مقاطعتي دالاس وكولين. المجالات الأولى التي يركز عليها التحالف هي الربو، وهو السبب الرئيسي لدخول قسم الطوارئ في مركز صحة الأطفال وإدارة الوزن.

## برامج المدرسة المحلية
من خلال برنامج الصحة عن بعد، تتعاون مؤسّسة صحة الأطفال (بالإنجليزية: Children's Health)‏ مع ممرضات المدارس المحلية لتوفير الوصول إلى الأطباء دون إجبار الآباء على ترك العمل لأخذ طفلهم إلى الطبيب. تقدم صحة الأطفال أيضًا فحوصات روتينية ولقاحات للأطفال في المناسبات في جميع أنحاء المنطقة.

## مركز ريس جونز للتميز في رعاية والتبني
يضم مركز الأطفال الطبي في دالاس برنامج رعاية والتبني، يسمى مركز ريس جونز للتميز في رعاية والتبني، والذي يوفر الدعم للأطفال الذين يعيشون مع أقارب أو آباء بالتبني، أو في منزل جماعي. تركز العيادة على دعم الآباء والأمهات بالتبني والأطفال وتنسيق الرعاية ورعاية الأطفال وصحتهم لتشجيع تعافي الأطفال من الإهمال وسوء المعاملة. 